# Henrik Bidz den yngre
Henrik Bidz den yngre, död 1506, var en svensk riddare, lagman och riksråd.

## Biografi
Henrik Bidz den yngre var son till lagmannen och riksrådet Erik Bidz (1456–1464) och Märta Olofsdotter (Tavast, medeltidsätten) (1485), i hennes första gifte.  
Henrik Bidz den yngre nämns första gången 1478. Fyra år senare deltog han i arvskiftet efter sin farfar Henrik Bidz den äldre. Då fick han tillsammans med sin systers man, den åländske frälsemannen Olof Jönsson, på sin lott bl.a. Nynäs i Nousis. Hans äldsta kända dombrev utfärdades 1487 i Pernå i Östra Nyland och följande år deltog han i landsrättens arbete, uppenbarligen som lagman i Norrfinne lagsaga. Han har haft något uppdrag i kriget mot ryssarna 1495–1496 därifrån han rapporterade till riksföreståndaren Sten Sture. 
I riksrådet nämns han som medlem från hösten 1497 och han deltog i kung Hans kröning i november det året. Då dubbades han också till riddare. I Sten Stures revolt mot kung Hans år 1502 ledde Henrik belägringen av Åbo slott och tog emot den kungliga fogdens kapitulation på Sten Stures vägnar. År 1504 hörde han till dem som för Finlands del stödde valet av Svante Nilsson (Sture) till riksföreståndare. Henrik var medlem av Heliga tre konungars brödraskap i Åbo. Han avled före 2.2.1506.
År 1498 utfärdade Henrik ett morgongåvobrev för Anna Hansdotter (Tott) (1498–1549), dotter till lagmannen och riksrådet Hans Åkesson (Tott) och Kristina Eriksdotter (Gyllenstierna). Anna var senare gift två gånger. Henrik och Anna hade sonen Erik (1512–1519), som 1516 kallades ett barn, och en dotter som levde 1511 men dog före 1516.
Hans vapen var en springande högervänd bock i guld på en blå sköld. Färgerna återges på en muralmålning i Tövsala kyrka.